# Henri de Schweinfurt
Pour les articles homonymes, voir Schweinfurt (homonymie).
Henri de Schweinfurt, né vers 950 et mort le 8 ou 18 septembre 1017, fut comte de Schweinfurt en Franconie, ainsi que margrave du Nordgau bavarois de 994 jusqu'à sa déposition en 1004. 

## Biographie
Henri est le fils du comte Berchtold de Schweinfurt (v.941-980) et de son épouse Heilika (morte en 1015), fille du comte saxon Lothaire II de Walbeck. Son père est un parent proche de Léopold Ier, l'ancêtre de la dynastie des Babenberg ; un fidèle de l'empereur Otton II, il est nommé margrave du Nordgau en 976.
Henri de Schweinfurt devient comte sur la Naab en 981 et sur l'Altmühl en 983. Nommé margrave du Nordgau en 994, il fut également comte de Radenzgau en 1002, ainsi que comte sur la Pegnitz en 1009 et 1011. 
En 1002, il a soutenu l'élection du duc Henri IV de Bavière au roi des Romains, contre ses rivaux le margrave Ekkehard Ier de Misnie et le duc Hermann II de Souabe, et il obtient qu'il devrait 
succéder à la tête la Bavière. Le nouveau roi, toutefois, n'a pas tenu sa promesse, ce qui a entraîné en août 1003 la révolte de Henri de Schweinfurt, en alliance avec Boleslas Ier, duc de Pologne.
Les conflits violents sont décrits dans la chronique de Dithmar de Mersebourg ; l'insurrection a échoué et à la Diète d'Empire tenue à Ratisbonne le 21 mars 1004, le roi remit solennellement l'investiture du duché de Bavière à son beau-frère Henri de Luxembourg. Henri de Schweinfurt, mis en prison au château de Giebichenstein, est gracié peu de temps après.
Mort en 1017, il fut enterré à Schweinfurt par l'évêque Eberhard de Bamberg. 

## Postérité
Henri de Schweinfurt épousa vers 1003 Gerberge (vers 975/80 - après 1036), fille du comte Héribert en Wetterau ou du comte Othon d'Henneberg. Cinq enfants sont issus de cette union :
- Otton III de Schweinfurt, (vers 1000 - 28 septembre 1057), duc de Souabe à partir de 1048 ;
- Eilika, (vers 987/1005 - après 1055/56), elle épouse le duc Bernard II de Saxe ;
- Judith, (vers 990 - 2 août 1058), en 1020 elle épousa le duc Bretislav Ier de Bohême, puis le 11 avril 1055 Pietro Orseolo, ancien roi de Hongrie ;
- Burchard (? - 1056), évêque d'Halberstadt ;
- Henri Ier de Schweinfurt, (vers 992 - 1043), comte sur la Pregnitz, sur la Naab et à Weissenbourg.

Son fils Henri Ier pourrait être le pére du comte Othon Ier de Scheyern et ainsi un ascendant direct de la dynastie des Wittelsbach, monarques et princes actuels de Bavière.